# Campeonato Sudamericano de Clubes Campeones 1999
El Campeonato Sudamericano de Clubes Campeones 1999 fue la trigésima sexta edición de lo que era el torneo más importante de clubes de baloncesto en Sudamérica, después de la Liga Sudamericana de Clubes.
Fue realizado en Río de Janeiro, en el Gimnasio Maracanãzinho.
El título de esta edición fue ganado por el Vasco da Gama (Brasil).

## Equipos participantes
| País             | Equipo                                     |
| ---------------- | ------------------------------------------ |
| Argentina 1 cupo | Club Sportivo Independiente (General Pico) |
| Bolivia 1 cupo   | UNPAYU                                     |
| Brasil 2 cupos   | Vasco da Gama Bauru                        |
| Chile 1 cupo     | Universidad de Concepción                  |
| Perú 1 cupo      | Club de Regatas Lima                       |
| Uruguay 1 cupo   | Welcome                                    |
| Venezuela 1 cupo | Cocodrilos                                 |

## Fase de grupos

### Grupo A
| Equipo                       | Pts | PJ | PG | PP | PF  | PC  | Dif  |
| ---------------------------- | --- | -- | -- | -- | --- | --- | ---- |
| Bauru/Tilibra                | 6   | 3  | 3  | 0  | 314 | 216 | +98  |
| Independiente (General Pico) | 5   | 3  | 2  | 1  | 234 | 184 | +50  |
| Regatas Lima                 | 4   | 3  | 1  | 2  | 246 | 244 | +2   |
| UNPAYU                       | 3   | 3  | 0  | 3  | 181 | 323 | -142 |

#### 1ra ronda
Bauru       123-60         UNPAYU
 Independiente (General Pico)   77-47     Regatas Lima
2da ronda
 Regatas Lima    79-106  Bauru
 UNPAYU             60-80  Independiente (General Pico)
3ra ronda
 Regatas Lima     120-61          UNPAYU
 Bauru                  85-77            Independiente (General Pico)

### Grupo B
| Equipo                    | Pts | PJ | PG | PP | PF  | PC  | Dif |
| ------------------------- | --- | -- | -- | -- | --- | --- | --- |
| Vasco da Gama             | 5   | 3  | 2  | 1  | 267 | 231 | +36 |
| Welcome                   | 5   | 3  | 2  | 1  | 226 | 214 | +12 |
| Universidad de Concepción | 5   | 3  | 2  | 1  | 238 | 244 | -6  |
| Cocodrilos de Caracas     | 3   | 3  | 0  | 3  | 211 | 253 | -42 |

#### 1ra ronda
Cocodrilos de Caracas       62-73  Welcome
 Vasco da Gama                 96-77     Universidad de Concepción
2da ronda
 Universidad de Concepción  87-79       Cocodrilos de Caracas
 Vasco da Gama                         78-84       Welcome
3ra ronda
 Welcome                 69-74        Universidad de Concepción
 Vasco da Gama      93-70            Cocodrilos de Caracas

## Campeonato

### 5to y 6to puesto
Universidad de Concepción     86-58      Regatas Lima

### 7mo y 8vo puesto
Cocodrilos de Caracas     96-67         UNPAYU  

### Semifinales
Vasco da Gama    91-68      Independiente (General Pico)
 Bauru                    107-64     Welcome     

### Tercer lugar
Welcome     88-84       Independiente (General Pico)

### Final
Vasco da Gama    82-76          Bauru

## Posiciones finales[2]
| Posición          | Equipo                       |
| ----------------- | ---------------------------- |
| Medalla de oro    | Vasco da Gama                |
| Medalla de plata  | Bauru                        |
| Medalla de bronce | Welcome                      |
| 4°                | Independiente (General Pico) |
| 5°                | Universidad de Concepción    |
| 6°                | Regatas Lima                 |
| 7°                | Cocodrilos de Caracas        |
| 8°                | UNPAYU                       |